# Acaraí
Acaraí é um bairro da cidade de São Francisco do Sul, estado de Santa Catarina. No bairro fica localizado o terminal rodoviário.

## Ligações exaternas
- Parque Acaraí se arrasta há 5 anos